# Hebecephalus truncatus
Hebecephalus truncatus är en insektsart som beskrevs av Beamer och Leonard D. Tuthill 1935. Hebecephalus truncatus ingår i släktet Hebecephalus och familjen dvärgstritar. Inga underarter finns listade i Catalogue of Life.